# Maso di Banco

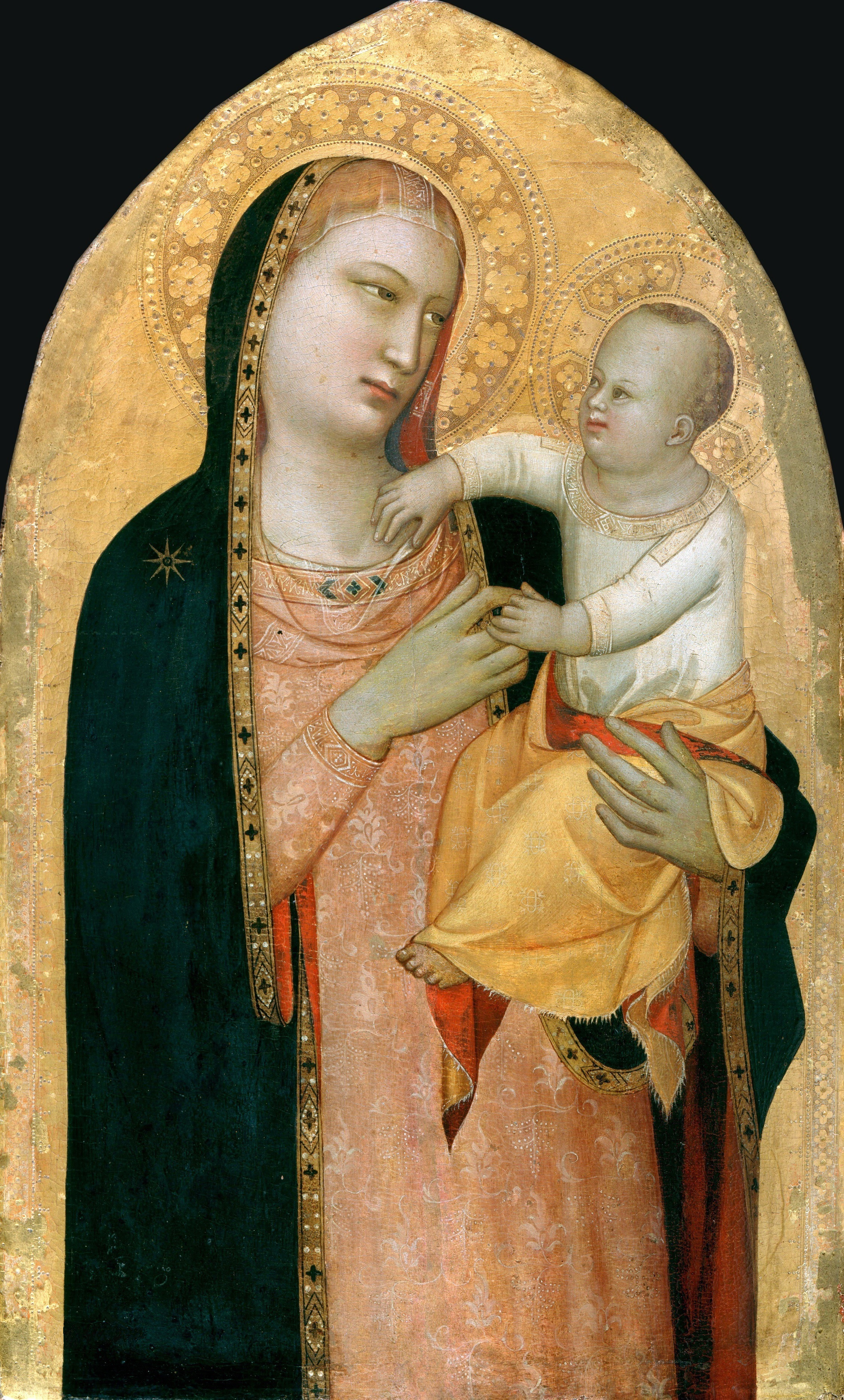
Madonna met Kind, Staatliche Museen zu Berlin

Maso di Banco (Florence, ... – 1348) was een Florentijns schilder uit de eerste helft van de 14e eeuw. Hij werd pas in de twintigste eeuw opnieuw ontdekt dankzij de autobiografische geschriften van Lorenzo Ghiberti (15e eeuw) als een van de belangrijkste leerlingen van Giotto di Bondone. Giorgio Vasari had Maso di Banco verward met Giottino alias Tommaso of Maso di Stefano. Hij schreef het werk van Maso di Banco in de Cappella di San Silvestro of Cappella Bardi di Vernio van de Santa Croce in Florence toe aan Giottino, en die fout wordt vandaag nog steeds herhaald. De fresco’s in de Cappella Bardi worden vandaag met stelligheid toegewezen aan Maso di Banco

## Biografie
Maso zou geboren zijn aan het begin van de veertiende eeuw in Florence of de nabije omgeving. Hij was actief in Florence in het tweede kwart van de veertiende eeuw. Volgens de registers van de "Arte dei Medici e Speziali", een gilde van kunstenaars in Florence, moet hij actief geweest zijn, volgens sommigen vanaf 1346. Andere historici stellen ofwel voor 1341 of na 1343 voor. Maar volgens Hueck zou hij na 1328 werkzaam zijn.
Omdat hij ontbrak in een lijst van Toscaanse schilders na 1338, gaat men ervan uit dat hij toentertijd reeds overleden was.
Zijn stijl bleef monumentaal zoals die van Giotto, maar zijn figuren waren elegant en geschilderd met zachte contouren. Zijn kleurenpalet sloot aan bij dat van de Sienese kunstenaars van zijn tijd.

## Werken

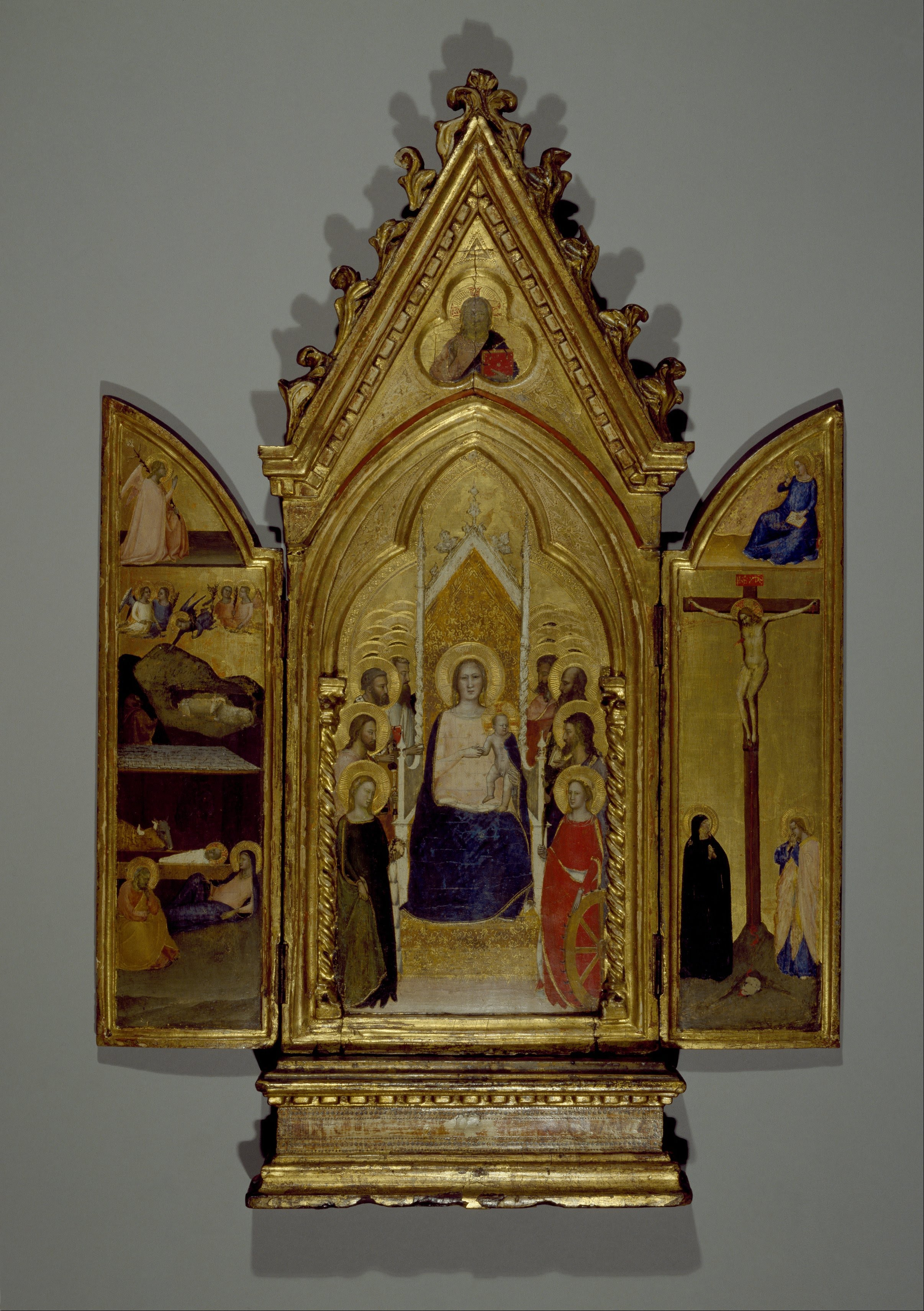
Babbott triptiek, Brooklyn Museum, New York

Op basis van de fresco’s over het leven van Paus Sylvester I in de Santa Croce van Firenze, die hij maakte in opdracht van de bankiersfamilie Bardi di Vernio, werd een aantal werken aan hem toegeschreven:
- fresco’s over het leven van Paus Sylvester I cappella Bardi di Vernio in de Santa Croce
- Fresco gebaseerd op het Laatste Oordeel voor Bettino de’Bardi in de Santa Croce
- Babbott triptiek, een huisaltaar met een getroonde Madonna met kind omringd door engelen en heiligen op het middenpaneel, een annunciatie op het linker zijpaneel en een kruisiging op het rechter zijpaneel, Brooklyn Museum, New York
- Kleine triptiek,  huisaltaar met een getroonde Madonna met kind omringd door engelen en heiligen op het middenpaneel, een kruisiging op het linker zijpaneel en de geboorte van Christus op het rechter zijpaneel, Detroit Insttute of Arts
- een lunette met een Kroning van Maria boven een zijdeur in de Santa Croce, nu in het Museo dell’Opera di S. Croce
- een polyptiek in de chiesa di Santo Spirito in Firenze;
- het centrale paneel van een ontmantelde polyptiek met een Madonna met Kind, nu in de Gemäldegalerie in Berlijn
- een zijpaneel van datzelfde veelluik met Sint Antonius van Padua, bewaard in het Metropolitan Museum of Art van New York
- twee zijvleugels met Johannes de Doper en Sint Antonius abt, bevonden zich in het Kaiser Friedrich Museum in Berlijn maar zijn tijdens de Tweede Wereldoorlog verloren gegaan
- Maria op haar sterfbed, Chantilly ; musée Condé
- Kroning van de Maagd Maria, Museum van Schone Kunsten, Boedapest